# آرکادی میگدال
آرکادی بنودیویچ میگدال (روسی: Арка́дий Бе́йнусович (Бенеди́ктович) Мигда́л؛ تولد: لیدا، امپراتوری روسیه، ۱۱ مارس ۱۹۱۱ - مرگ: پرینستون، ایالات متحده، ۹ فوریه ۱۹۹۱) یک فیزیک‌دان اهل کشور شوروی و عضو آکادمی علوم اتحاد جماهیر شوروی بود. او معادله‌ای که اثر لانداو-پومرانچوک-میگدال، نامیده می‌شود را تعمیم داد که کاهش تابش ترمزی و جفت‌سازی سطح مقطع در انرژی‌های بالا یا ماده با چگالش بالا را تشکیل می‌دهد.
پسرش الکساندر آرکادیویچ میگدال نیز فیزیک‌دانی مشهور است.